# Octavio de la Colina
Octavio José Onésimo de la Colina, (La Rioja, 16 de febrero de 1887 – 30 de enero de 1930) fue un artista plástico riojano. Considerado el primer pintor de La Rioja, llamado el patriarca de los artistas plásticos riojanos.

## Biografía
Hijo de Pedro de la Colina y Romelia Villafañe. Tuvo ocho hermanos.
Se casó con Amelia Pierangeli y tuvieron cuatro hijos, Aura (que falleció al año de vida), Octavio Miguel, Aura del Rosario y Pedro Rafael.

## Obra
El 9 de julio de 1916 organiza la primera exposición de sus trabajos, presentando más de treinta obras, entre retratos, paisajes y otros. Esta exposición se convertiría en la primera de ese tipo que se realizara en La Rioja.